# Појшен
Појшен (њем. Peuschen) општина је у њемачкој савезној држави Тирингија. Једно је од 76 општинских средишта округа Зале-Орла. Према процјени из 2010. у општини је живјело 491 становника. Посједује регионалну шифру (AGS) 16075081.

## Географски и демографски подаци
Појшен се налази у савезној држави Тирингија у округу Зале-Орла. Општина се налази на надморској висини од 470 метара. Површина општине износи 7,5 km². У самом мјесту је, према процјени из 2010. године, живјело 491 становника. Просјечна густина становништва износи 65 становника/km².